# Habanera (film)
Habanera (La Habanera) è un film del 1937 diretto da Detlef Sierck. Il regista, emigrato in seguito a Hollywood, sarebbe diventato poi celebre con il nome di Douglas Sirk. Fu il secondo film girato da Sierck insieme a Zarah Leander dopo Zu neuen Ufern.

## Trama
Dalla Svezia la giovane Astrée Sternhjelm e sua zia vanno in vacanza a Porto Rico. Attratta dal clima e affascinata dall'esotismo dei Caraibi, contro il parere della zia Astrée decide di rimanere nell'isola. Sposa il ricco proprietario terriero Don Pedro de Avila e ne ha un figlio.
Il matrimonio si rivela un fallimento. Don Pedro è un marito dispotico, prepotente e geloso, che rende impossibile la vita della moglie e cerca di educare il figlio secondo le proprie idee. Astrée conosce il suo connazionale Sven Nagel, un medico che cerca di combattere la pericolosa febbre tropicale, diffusa nell'isola ma la cui esistenza è negata dalle autorità e da Don Pedro che temono le ripercussioni negative sull'economia turistica dell'isola. Il dottor Sven Nagel conduce di nascosto, nella propria camera d'albergo, le ricerche su un vaccino in grado di curare la malattia, ma il sospettoso Don Pedro è intenzionato a impedirne la realizzazione.
Una sera Astrée canta in pubblico la canzone La Habanera e Don Pedro comprende che la moglie è innamorata del dottor Nagel. Don Pedro, già preda della febbre tropicale, fa distruggere il laboratorio del medico, poi sviene. Nagel cerca invano di salvargli la vita. Alla morte del marito, Astrée e il figlio Juan lasciano l'isola con Nagel per fare ritorno in Svezia.

## Produzione
Il film fu prodotto dall'Universum Film (UFA), e successivamente, con la scomparsa dell'UFA, i diritti del film furono acquisiti dalla Fondazione Friedrich Wilhelm Murnau. Venne girato a Neubabelsberg e nell'isola di Tenerife. Le riprese durarono dal 30 settembre al 13 novembre 1937. È il penultimo film diretto da Detlef Sierck in Germania, prima di emigrare negli Stati Uniti e assumere il nome di Douglas Sirk.
Zarah Leander lavorava dal 1936 per la UFA, la società cinematografica tedesca, e ne rappresentava l'attrice di punta, una sorta di risposta tedesca a Greta Garbo, con in più un notevole talento di cantante. Gli autori della canzone La Habanera - nell'originale Der Wind hat mir ein Lied erzählt - sono Lothar Brühne e Bruno Balz, quest'ultimo finito in un campo di concentramento perché omosessuale.
Per il bambino Michael Schulz-Dornburg (1927-1945), interprete di Juan, Habanera fu l'unico film: arruolato alla fine della seconda guerra mondiale, morì a 18 anni nei combattimenti di fronte a Berlino.
Il film traduce l'ideologia nazista della superiorità della cultura e dei costumi tedeschi ai quali, come recita il finale, è bene restare fedeli.

## Distribuzione
Distribuito dall'Universum Film (UFA), venne presentato in prima al Gloria-Palast di Berlino il 18 dicembre 1937.